# Самарина (село)
Самари́на (греч. Σαμαρίνα, арум. Samarina) — село в северо-западной части Греции. Находится на высоте 1220 метров над уровнем моря, в 333 километрах к северо-западу от Афин, в 174 километрах к юго-западу от Салоник, в 69 километрах к юго-западу от Козани и в 36 километрах к западу от Гревены. Входит в общину (дим) Гревену в периферийной единице Гревене в периферии Западной Македонии. Население 378 жителей по переписи 2011 года. Площадь 25,292 квадратного километра.

## География
Расположено на восточном склоне горы Змоликас, самой высокой в цепи Пинд и второй по высоте в Греции. От уровня моря в разных точках 1400—1500 метров, что означает, что это одно из самых высокогорных сёл Греции, и Балкан в целом.
Средняя температура воздуха в январе составляет (−1,3) °С, в июле — 17 °С .
Самарина — популярное место туризма, здесь много сосновых и буковых лесов.
Это наиболее известное арумынское село Пинда, его жители очень гордятся своим наследием и традициями. Каждое лето 15 августа, в праздник Успения Пресвятой Богородицы, самаринцы со всего мира собираются в своём родном селе и устраивают празднованию. На главное площади, перед церковью, исполняются массовые танцы (греч. Τρανός Χορός, арум. Корлу Мари): тысячи людей берутся за руки и образуют концентрические круги, танцующие медленно и торжественно ведут хороводы против часовой стрелки и поют народные песни.

## История
Изначально на картах указывалось название Санта-Марина (см. Святая Марина). Для этого села в горах Пинд часто складывались хорошие условия для развития экономики и культуры. Местные жители занимались выпасом овец и коз, изготавливали хлопчатобумажную ткань, называемую флокати (φλοκάτη), которую они продавали на местных ярмарках. Часть жителей занималась торговлей, они перегоняли караваны через всю территорию Балкан. Период расцвета пришелся на конец XVIII начало XIX века. Хорошо была развита культура, в селе есть церкви и библиотека. Есть много примеров церковной живописи.
Большой вклад в описание жизни и обычаев арумын села Самарина в начале XX века внесли исследования А. Б. Уэйса и М. С. Томпсона, они опубликовали работу: «Кочевники Балкан: население и обычаи Влахов в северной части Пинда» («Nomads of the Balkans: an account of life and customs among the Vlachs of Northern Pindus»), была издана в Лондоне в 1914 году.
В греческом фольклоре есть песня «Дети Самарины» (Παιδιά απ'την Σαμαρίνα), в которой поётся об этой местности и добровольцах, которые сражались на войне за независимость Греции от Турции в 1821 году.
Здесь находится родина Алкивиада Диаманди (1893—1946) и Николаоса Матусиса, лидеров «Римского легиона» влахов, который пропагандировал местную автономию арумын в этом регионе во время Второй мировой войны. Также здесь родился революционер Еорьос Лепиндатос, капитан Аркудас (1856—1906).

## Население
Основную часть населения представляют арумыны (влахи).
| Год  | Население, человек |
| ---- | ------------------ |
| 1991 | 14                 |
| 2001 | 64                 |
| 2011 | ↗ 378              |

Летом население увеличивается за счёт туристов до 5 000 человек.

## Галерея

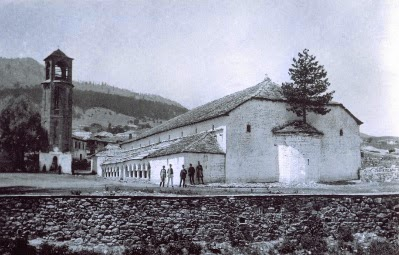
Церковь Успения Пресвятой Богородицы. 1910 год
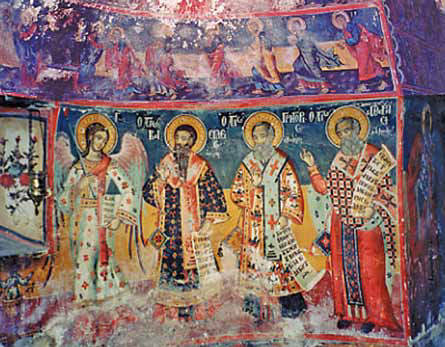
Фрески в Самарине
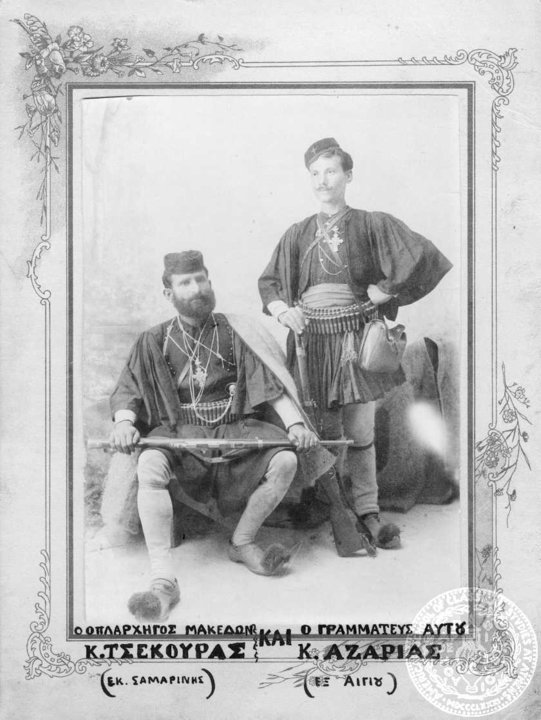
Капитан Костас Ризос[болг.] из Самарины и его помощник К. Азариас